# Шимон Шульдінер
Шимон Шульдінер (івр. שמעון שולדינר; нар. 10 серпня 1946, Буенос-Айрес, Аргентина) — ізраїльський біохімік, професор Єрусалимського університету.

## Біографія
Шульдінер народився 10 серпня 1946 року в Буенос-Айресі в родині Хани Йошпе та Берко Шульдінера. Його батьки були єврейськими іммігрантами з України. У 1964 році він емігрував до Ізраїлю, де відтоді живе. Шимон Шульдінер здобув ступінь бакалавра. у 1967 р. і магістра — в 1968 році у Єврейському університеті в Єрусалимі. У 1973 році він отримав ступінь доктора філософії за роботу, виконану в лабораторії Мордхая Аврона (z "l) в Інституті науки Вейцмана в Реховоті. З 1973 по 1976 р. Шульдінер займався докторантурою в лабораторії Говарда Рональда Кабака в Інституті молекулярної біології Рош у місті Нутлі, Нью-Джерсі. У 1976 році повернувся до Ізраїлю і вступив на кафедру молекулярної біології в Медичному училищі Хадасса. У 1990 році перейшов до Інституту наук про життя Олександра Сільбермана. З 1999 по 2002 рік він обіймав посаду голови Інституту Сільбермана. Шульдінер одружений з Монікою Шульдінер. У подружжя є двоє дітей і шість онуків. Він та його дружина є прихильниками громадянських прав в Ізраїлі. Його син Орен та невістка Майя Шульдінер також є науковими біологами, які працюють в Інституті науки Вейцмана.

## Кар'єра
Шульдінер — світовий експерт у галузі експресії, очищення та характеристики мембранних білків. Він зробив важливий внесок у розуміння білків, які з'єднують рух іонів та інших молекул по мембранах. Шульдінер зосереджується на лікарському антипортері EmrE. Його робота має важливе значення для розробки кращих препаратів проти мозкових розладів.

## Вибрані статті
1. Schuldiner, S., Rottenberg, H., and Avron, M. (1972) Мембранний потенціал як рушійна сила синтезу АТФ у хлоропластах. FEBS Lett. 28, 173—176
2. Ramos, S., Schuldiner, S. and Kaback, HR (1976) Електрохімічний градієнт протонів та його відношення до активного транспорту в мембранних везикулах кишкової палички. Зб. Natl. Акад. Наук. США 73, 1892—1896
3. Шульдінер, С. та Кабак, HR (1975) Мембранний потенціал та активний транспорт у мембранних везикулах від Escherichia coli. Biochem 14, 5451-5461
4. Taglicht, D., Padan, E., and Schuldiner, S. (1993) Протон-натрієва стехіометрія NhaA, електрогенний антипортер кишкової палички. Дж. Біол. Хім. 268, 5382-5387
5. Schuldiner, S., Shirvan, A., Stern-Bach, Y., Steiner-Mordoch, S., Yelin, R., and Laskar, O. (1994) Від стійкості бактеріальних антибіотиків до поглинання нейротрансмітерів. Загальна тема виживання клітин. Енн. NY Акад. Наук. 733, 174—184
6. Yaffe, D., Radestock, S., Shuster, Y., Forrest, LR, and Schuldiner, S. (2013) Ідентифікація молекулярних точок шарніра, що опосередковують чергування доступу у везикулярному транспортері моноаміну VMAT2. Праці Національної академії наук 110, E1332-E1341
7. Stern-Bach, Y., Greenberg-Ofrath, N., Flechner, I., and Schuldiner, S. (1990) Ідентифікація та очищення функціонального транспортера аміну з гранул великої рогатої худоби. Дж. Біол. Хім. 265, 3961-3966
8. Yerushalmi, H., Lebendiker, M., and Schuldiner, S. (1995) EmrE, багатолікарський транспортер Escherichia coli 12-kDa, обмінюється токсичними катіонами та Н + і розчиняється в органічних розчинниках. Дж. Біол. Хім. 270, 6856-6863
9. Nasie, I., Steiner-Mordoch, S., Gold, A., and Schuldiner, S. (2010) Топологічно випадкова вставка Емре підтримує шлях еволюції перевернутих повторів у транспортерах, сполучених з іоном. Дж. Біол. Хім. 285, 15234-15244
10. Шустер, Ю., Штейнер-Мордох, С., Алон Кудкович, Н. та Шульдінер, С. (2016) Інтерактом-транспортер є важливим для придбання антимікробної стійкості до антибіотиків. PLoS One 11, e0152917